# Orlovka (affluente del Bol'šoj Anjuj)
L'Orlovka (in russo Орловка?) è un fiume dell'Estremo Oriente russo, affluente di destra del Bol'šoj Anjuj. Scorre nel rajon Bilibinskij del Circondario autonomo della Čukotka.
Il fiume ha origine sul versante settentrionale del monte Pik (catena montuosa Orlovskij) e scorre in direzione sud-occidentale. Nel corso medio e inferiore le sponde sono paludose, mentre nel corso superiore tende ad accumularsi il ghiaccio. La sua lunghezza è di 127 km, l'area del bacino è di 2 450 km². Sfocia nel Bol'šoj Anjuj a 407 km dalla foce.  Tra i suoi maggiori affluenti il Miškina (lungo 49 km). Vicino al fiume si trova il villaggio abbandonato di Orlovka. 